# Jordanoleiopus nimbae
Jordanoleiopus nimbae är en skalbaggsart som beskrevs av Stefan von Breuning 1955. Jordanoleiopus nimbae ingår i släktet Jordanoleiopus och familjen långhorningar. Inga underarter finns listade i Catalogue of Life.